# 克勒冰川
78°56′S 160°18′E / 78.933°S 160.300°E
克勒冰川是南極洲的山峰，位於羅斯屬地，流經沃斯特山脈西坡，毗鄰施佩耶爾山和道森-蘭布頓山，最終注入馬洛克冰川，以冰川學家命名。